# Vanguard (Marvel Comics)
Vanguard, il cui vero nome è Nicolai Krylenko, è un personaggio dei fumetti, creato da Bill Mantlo (testi) e Carmine Infantino (disegni), pubblicato dalla Marvel Comics. La prima apparizione avviene in Iron Man (prima serie) n. 109, è un mutante dell'Universo Marvel.

## Biografia del personaggio
Nato a Minsk, figlio del fisico nucleare Sergei Krylov (che diverrà la Presenza), Nikolai Krylenko e sua sorella Laynia Petrovna (Stella Nera) vengono reclutati dal governo russo per entrare a far parte dei Super Soldati Sovietici.
Quando il KGB li ingaggia, per combattere il padre, Vanguard volta le spalle al suo governo per affrontare una carriera da supereroe solitario, fino a che, tornato in patria non entra a far parte della Guardia d'Inverno.
Accorso, insieme alla sorella, in aiuto di Quasar (Wendell Vaughn), Vanguard cade in battaglia ma resuscita grazie al potere del padre. Per un breve periodo si allea con il Generale Tskarov che cercava di minare l'economia americana, questo fino a quando scopre che sua sorella era stata fatta sparire proprio dal militare. All'interno della Guardia d'inverno si allea con Iron Man per combattere il Mandarino.

## Poteri e abilità
Vanguard è un mutante con l'abilità di respingere ogni tipo di energia che gli viene inviata contro. Focalizza il proprio potere attraverso una falce e un martello.

## Altri media

### Televisione
Vnguard compare in Avengers Assemble.